# Sonerila neodriessenioides
Sonerila neodriessenioides är en tvåhjärtbladig växtart som beskrevs av Carlo Hansen. Sonerila neodriessenioides ingår i släktet Sonerila och familjen Melastomataceae. Inga underarter finns listade i Catalogue of Life.